# Catherine Vidal
Pour les articles homonymes, voir Catherine Vidal (homonymie).
Catherine Vidal (née le 7 juillet 1951) est une neurobiologiste, féministe et essayiste française. Elle est l'auteure d'ouvrages de vulgarisation scientifique dans le domaine des différences cognitives entre les genres.   

## Biographie
Elle est titulaire d’un doctorat en neurophysiologie, obtenu en 1986 à l'université Pierre-et-Marie-Curie sous la direction de Pierre Buser. Son sujet de thèse porte sur le stress, nociception et température corporelle. Elle réalise une carrière de chercheuse à l'Institut Pasteur, de 1981 à 2014 où elle est nommée directrice de recherche en 1997 et travaille sur divers sujets : l’infection du cerveau par le virus du Sida, la mort neuronale dans la maladie de Creutzfeldt-Jakob et les infections par les prions.
Elle est l'auteure de plusieurs ouvrages de vulgarisation scientifique sur les enjeux éthiques des neurosciences, le déterminisme en biologie, la plasticité neuronale, le sexe du cerveau et la construction des genres. Elle y défend l'idée que les différences d'aptitudes et de comportements entre hommes et femmes sont les produits d'un environnement culturel et d'une construction sociale genrée qui influence le développement du cerveau grâce à la plasticité neuronale et non pas seulement d'une programmation génétique.
Elle est membre de l'institut Émilie-du-Châtelet, de ONU Femmes France, du Laboratoire de l'égalité, de l'association Femmes & Sciences et est codirectrice, avec Annie Batlle, de la collection « Égale à Égal », éditée aux éditions Belin en partenariat avec le Laboratoire de l'Égalité.
Elle est cofondatrice du réseau NeuroGenderings en 2010 et membre nommée au comité d'éthique de l'Inserm depuis 2013, où elle est coresponsable, avec Jennifer Merchant, du groupe de travail « Genre et recherches en santé ». 
Le Haut Conseil à l’Égalité l’a nommée en tant que personnalité qualifiée en mars 2022.
Elle a été rapporteuse du rapport intitulé « Prendre en compte le sexe et le genre pour mieux soigner, un enjeu de santé publique » présenté au ministre des Solidarités et de la Santé et la ministre chargée de l'Égalité entre les Femmes et les Hommes, le 15 décembre 2020.
En 2023, elle est nommée au Haut Conseil de la famille, de l'enfance et de l'âge, en tant que personnalité qualifiée dans la formation spécialisée de l'enfance et de l'adolescence.
Lauren Bastide lui consacre une émission dans le programme Les Savantes sur France Inter le 15 juillet 2017. France Culture dans l'émission "A voix nue" lui a de même consacré une série de podcasts intitulée "De la cause des sciences à la cause des femmes" du 28 juin au 2 juillet  2021.

## Critiques
Dans un courrier des lecteurs publié dans L'Obs en 2014, le biologiste Jacques Balthazart critique les théories de Catherine Vidal. Bien que ne remettant pas en cause la plasticité du système nerveux, il exprime l'avis que la biologie joue un rôle dans la différenciation des comportements masculins et féminins ainsi que dans l'orientation sexuelle et l'identité de genre.   
En 2014, les chercheurs Franck Ramus et Nicolas Gauvrit ont publié dans la revue Science et pseudo-sciences un article intitulé « La « méthode » Vidal », dans lequel ils expriment l'opinion, à propos d'une conférence TED que la synthèse que fait Catherine Vidal des recherches scientifiques portant sur le cerveau et sur les différences entre les sexes « est extrêmement biaisée, incomplète, et que les arguments qu’elle utilise ne viennent pas à l’appui de ses conclusions ». Ils lui reprochent, à propos des liens entre taille moyenne du cerveau et différences d'intelligence entre hommes et femmes, d'« énoncer une contre-vérité flagrante à l’appui d’une conclusion juste mais qui n’en découle pas logiquement ».
En 2016, Claudine Junien, Jacques Balthazart, Franck Ramus, Peggy Sastre et cinq autres signataires, dans une tribune libre publiée par Le Monde, évoquent plusieurs travaux sur les différences entre les hommes et les femmes sur le plan cérébral et mentionnent, entre autres, son approche de la plasticité cérébrale qu'ils contestent,.

## Publications
- avec Dorothée Benoit Browaeys, Cerveau, sexe et pouvoir, Paris, Belin, 2005, 110 p. (ISBN 978-2-7011-3858-9).
- Féminin Masculin. Mythes et idéologies, Paris, Éditions Belin, coll. « Regards », 2006, 123 p. (ISBN 2-7011-4288-1).
- Hommes, femmes : avons-nous le même cerveau ?, Paris, Le Pommier, 2007, 56 p. (ISBN 978-2-7465-0322-9).
- avec Sylviane Giampino, Nos enfants sous haute surveillance : évaluations, dépistages, médicaments…, Paris, Albin Michel, 2009, 283 p. (ISBN 978-2-226-18999-8).
- Cerveau, sexe et liberté, Gallimard/ CNRS  (EAN 3260050645720).
- Le cerveau évolue-t-il au cours de la vie ?, Paris, Le Pommier, 2009, 55 p. (ISBN 978-2-7465-0438-7).
- Les filles ont-elles un cerveau fait pour les Maths ?, Paris, Le Pommier, 2012, 63 p. (ISBN 978-2-7465-0588-9 et 2-7465-0588-6).
- (en) « The sexed brain : between science and ideology », dans Critical studies of the sexed brain, Springer, Neuroethics, 2012.
- (en) « The Sexed Brain: from Neurosexism to Neuroethics », dans Gendered Ways of Knowing in Science, FBK Press, 2012.
- (en) « Neuro-Pedagogy of the Gender Theory », dans Gendered Neurocultures, Wien, Zaglossus.
- avec D. Benoit-Browaeys, Cerveau, sexe et pouvoir, Belin, 2015.
- Nos cerveaux, tous pareils, tous différents !, Belin, coll. « Egale à Egal », 2015.
- Femmes et santé : encore une affaire d’hommes ?, avec Muriel Salle, Belin, 2017, coll. « Égale à Égal »,  (ISBN 2410009336)
- Nos cerveaux resteront-ils humains ? Le Pommier, coll. « Manifeste », 2019,  (ISBN 978-2-7465-1776-9)

## Hommages et distinctions
- Officier de la Légion d'honneur[17] en 2019 (chevalière en 2009[18])
- 2006 : bourse Marcelle Blum - Académie des sciences morales et politiques[19].